# أبو نشابة (قرية)
أبو نشابة إحدى قرى مركز السادات التابع لمحافظة المنوفية في جمهورية مصر العربية، ويحدها قرى الخطاطبة والأخماس وساقية المنقدي وطهواي.

## التاريخ
قرية أبو نشابة من القرى القديمة، واسمها الأصلي «أبو يحنس»، ذكرها ابن حوقل في كتابه المسالك والممالك، والإدريسي في نزهة المشتاق وقال أنها «قرية كبيرة لها سوق، وحولها بساتين وغراسات».
وفي القرن السادس الهجري، عرفت باسم «أبو نشابة»، فوردت به في قوانين ابن مماتي وفي تحفة الإرشاد من أعمال حوف رمسيس. وفي التحفة السنية لابن الجيعان من أعمال البحيرة.

## السكان
بلغ عدد سكان أبو نشابة 11,667 نسمة، حسب الإحصاء الرسمي لعام 2006.